# Гонгальський Володимир Володимирович
Гонгальский Володимир Володимирович - доктор медичних наук, професор кафедри неврології та реабілітаційної медицини Національного медичного університету ім. академіка О.О.Богомольця (до 2017 р), засновник першої в Україні клініки вертероневрології і Українського інституту м'язово-скелетної медицини та неврології, лікувально-діагностичного центру «Меддіагностика».

## Біографічні дані
Народився в 1957 році в м.Києві. Наукову діяльність почав з 1978 року, зі студентської лави.
Після закінчення лікувального факультету Київського медичного інституту ім.О.О.Богомольця в 1980 році продовжив наукову діяльність в галузі ортопедичної патології (патофізіології сколіозів та сколіотичних деформацій хребта, грудної клітини, вертебрології).
Перша наукова публікація з сколіозу і вертебрології датується тим же 1980 роком.
1981 по 1984 рр., працюючи анестезіологом-реаніматологом, продовжував науково-практичну діяльність в галузі лікування больових синдромів, вегетології, стимуляції нервових стовбурів, рефлексотерапії, мануальної медицини.
З 1984 року й по теперишній час – науково-практична діяльність в сфері захворювань опорно-рухового апарату (хребта й суглобів), нервової системи на перехресті таких спеціальностей як неврологія, вертеброневрологія, травматологія-ортопедія, ревматологія.
З 1984 року - співробітник лабораторії проблем остеохондрозу хребта Університетського науково-дослідного лабораторного центру при Київському медичному інституті (нині Національний медичний університет імені О. О. Богомольця)
В 1990 році захистив кандидатську дисертацію з неврологічних розладів при патології хребта: «Ранні сегментарні неврологічні прояви остеохондрозу грудного відділу хребетного стовпа»  (спеціальність неврологія)
В 1994 році захистив докторську дисертацію з механізмів формування неврологічної патології при патології хребта (вертеброневрології) «Механізми формування вертеброневрологічної патології при функціональному блокуванні хребтових рухових сегментів»  (Дисертація захищалася з 2-х спеціальностей - неврології і травматології-ортопедії)]
З 1995 року професор кафедри неврології та реабілітаційної медицини Національного медичного університету ім. акад. О.О.Богомольця.
В 1995 році  заснував першу в Україні клініку «Веретброневрологія». Завідувач відділенням вертеброневрологии при Центральній міській клінічній лікарні м.Києва - клінічна база кафедри неврології та реабілітаційної медицини Національного медичного університету.
В 2004 році створив Центр «Меддіагностика» . - діагностичний відділ клініки Центр "Меддіагностика".
2011 рік - заснував Український інститут м'язово-скелетної медицини та неврології на базі центру «Меддіагностика». Інститут об'єднав в собі досвід лабораторії проблем остеохондрозу хребта (1978 - 1993), наукові та практичні напрацювання клініки Вертеброневрології (1995-2011) разом з діагностичними можливостями Центру «Меддіагностика».

## Наукові публікації
Більше 80 наукових робіт, 12 винаходів в області патології опорно-рухового апарату і нервової системи .
Ключові дослідження:
- Механізми формування вертеброгенної (викликаної змінами в хребті) патології периферичної нервової системи і внутрішніх органів[5]
- Механізми запуску розладів вегетативної нервової системи на сегментарному і центральному рівнях.[6]
- Фасеткові синдроми, фасеточний сублюксаційний синдром [7]
- Вертеброгенні рефлекторні розлади кровотоку спинного мозку [8]
- Вертеброгенні міофаціакльние больові синдроми, пов'язані з навколохребтовими м'язами [9]
- Механізми вертеброгенної патології внутрішніх органів, зокрема - патології серця. Так званий вертеброкардіальний синдром [10]
- Функціональні порушення внутрішньочерепної циркуляції венозної крові і ліквору [11]